# Adrien Brandeis
Adrien Brandeis (* 24. Juni 1992 in Annecy) ist ein französischer Jazzmusiker (Piano, Komposition).

## Leben und Wirken
Brandeis begann seine musikalische Karriere 2010 mit dem Gitarristen Guy Zenouda. Am Konservatorium in Cagnes-sur-Mer machte ihn der Pianist Philippe Cocogne mit Jazz und Latin Music vertraut. Später studierte er Jazzpiano an den Konservatorien von Nizza und Paris bei Robert Persi und Manuel Rocheman. Bereits während seines Studiums entwickelte er auf seinem Instrument eine eigene Sprache, „die sich auf ein Vokabular aus zeitgenössischem Jazz, Latin und afro-kubanischer Musik stützt.“ 2018 veröffentlichte er mit seinem Quintett das Debütalbum „Euforia“, das er zunächst in Indien und Nepal sowie 2019 auf dem Kongsberg Jazzfestival, Umbria Jazz, Jazzopen, dem Leopolis Jazz Fest, dem Nice Jazz Festival und weiteren großen Jazzfestivals in Europa vorstellte. 2020 folgte mit seiner Gruppe und Orlando Poleo das Album Meetings (Jazz Family).

## Preise und Auszeichnungen
Brandeis gewann 2018 „mit seiner herausragenden Musikalität und seinem innovativen Ansatz“ den LetterOne Rising Stars Jazz Award.